# 澳大利亞—越南關係
澳大利亚和越南之间存在大使级外交关系。澳大利亚在河内设有大使馆，在胡志明市设有领事馆。越南在堪培拉设有大使馆。

## 历史
虽然两国的首次接触可以追溯到19世纪，当时大英帝国正专注于在亚洲殖民，但随后法国对越南的殖民统治导致越南与澳大利亚之间无法进行正式接触。直到第二次世界大战结束，澳大利亚和越南之间的关系几乎不存在。 

### 越南战争及后果

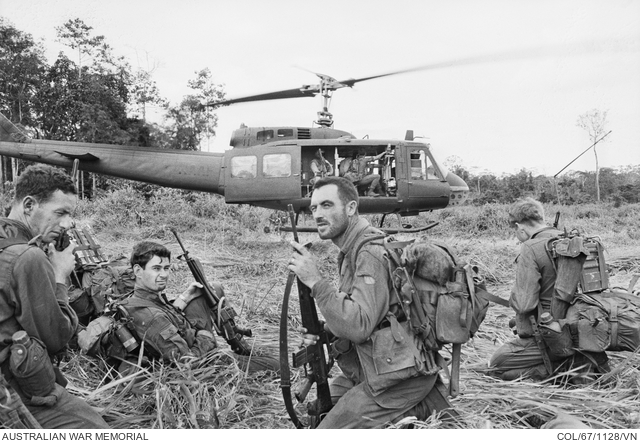
1967年11月，驻越澳大利亚皇家军团第7营成员

澳大利亚作为美国领导的干预势力参加了越南战争，协助南越对抗北越。澳大利亚向该国派遣了5万军队，其中520人阵亡。这场战争给澳大利亚社会带来了深远的影响。 

## 现代

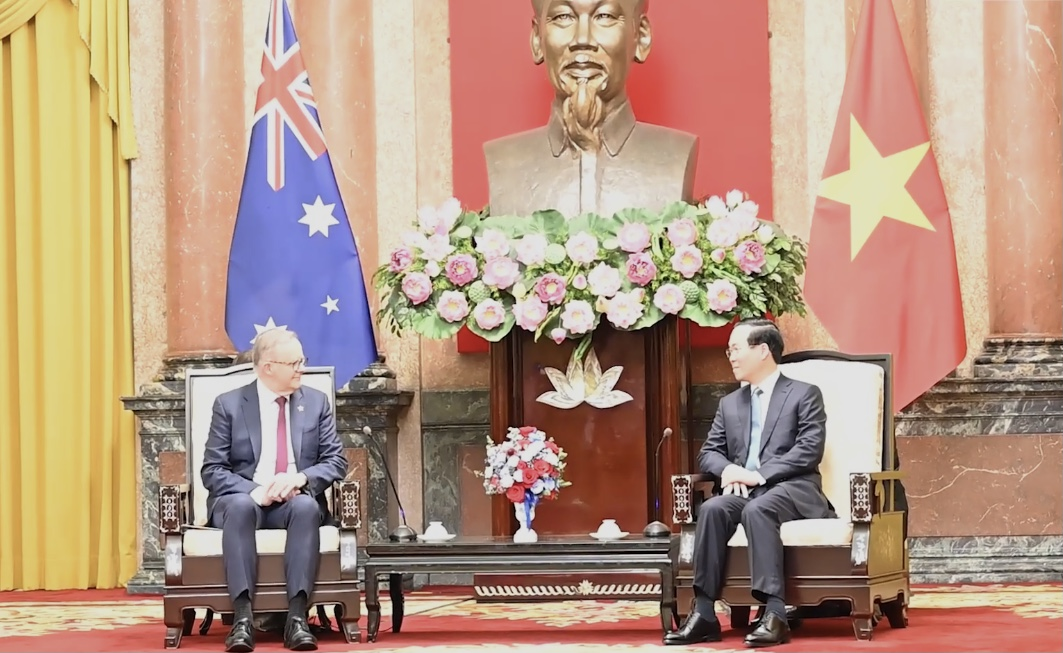
澳大利亚总理安东尼·阿尔巴尼斯与越南国家主席武文赏于 2023 年 6 月在越南河内会面

冷战结束，澳大利亚与越南外交关系正常化后，很快加深了与越南的关系。越南是目前世界上增长最快的经济体之一，也是澳大利亚的战略伙伴，两国都是CPTPP成员国，越南也是澳大利亚人的旅游热门目的地，其中许多人都是越南战争时期的前士兵。 
2001年至2011年担任越南总书记的农德孟于2009年访问澳大利亚，将两国关系提升为“全面伙伴关系”。 2018 年，为纪念两国建交 45 周年，两国关系进一步升级为“战略伙伴关系”。
2024年3月7日，越南总理范明正应澳大利亚总理安东尼·阿尔巴尼斯邀请访问澳大利亚，双方同意将两国关系提升至最高水平的全面战略合作伙伴关系，澳大利亚成为越南第七个全面战略合作伙伴。

## 外交代表

### 澳大利亞駐越南大使
澳大利亞駐南越大使（駐西貢）
1. 比爾·福賽思（1959–1961年）
2. 布萊恩·希爾（英语：Brian Hill (diplomat)）（1961–1964年）
3. 哈羅德·戴維·安德森（英语：Harold David Anderson）（1964–1966年）
4. 路·博德（英语：Lew Border）（1966–1968年）
5. 拉爾夫·哈利（英语：Ralph Harry）（1968–1970年）
6. 阿瑟·莫里斯（1970–1973年）
7. 麥可·庫克（英语：Michael Cook (diplomat)）（1973–1974年）
8. 傑弗瑞·約翰·普萊斯（1974–1975年）

### 越南駐澳大利亞大使
南越駐澳大利亞大使
1. 陳文林（1961–1964年）
2. 阮文孝（1964–1966年）
3. 嚴　美（1966–1967年，臨時代辦）
4. 陳金鳳（1967–1970年）
5. 杜仲珠（1970–1972年，臨時代辦）
6. 武文孝（1972–1973年，臨時代辦）
7. 阮方涉（1973–1974年）
8. 段伯剛（1974–1975年，直到西貢淪陷）

## 延伸阅读
- 澳大利亚外交
- 越南外交
- 越南外交伙伴关系分级
- 越南裔澳大利亚人